# 샤자뎬 하층문화
샤자뎬 하층문화(하가점하층문화, 중국어 간체자: 夏家店下层文化, 정체자: 夏家店下層文化, 병음: Xiàjiādiàn xiàcéng wénhuà Lower Xiajiadian culture[*])는 기원전 2500년부터 1400년경까지 현재의 내몽골 자치구 동남부, 허베이성 북부, 랴오닝성 서부를 중심으로 발견되는 고고문화를 말한다.

## 개요
내몽골 자치구 츠펑 시 샤자뎬 유적의 하층을 표식 유적으로 한다. 같은 지역에 있던 훙산 문화에 뒤이어, 과도기인 샤오허얀 문화(小河沿文化)를 거쳐 나타났다.
생활의 중심은 잡곡(기장) 재배이며, 그 밖에 목축, 수렵도 행해졌다. 유적에서는 돼지, 개, 양, 소의 유해가 발견되었다. 정주 생활을 하면서 인구밀도는 높았다. 석기, 골기, 토기가 발견되고 있고, 그 밖에 금, 납, 칠기, 비취, 동기, 청동기도 발견되었다. 청동기는 주로 단검이나 장신구 등 소형 유물 위주이다. 갑골(甲骨)을 이용한 점 치기도 행해졌다.
현무암을 비롯하여 현지에서 쉽게 구할 수 있는 석재가 건축과 도구 제작에 자주 쓰였다. 집은 둥글고, 흙과 돌로 만들어졌다. 취락은 벼랑이나 경사면에 방어목적으로 만들어졌으며, 또는 석벽을 취락의 주위에 세울 수 있도록 하였다. 
같은 지역에서 그 후, 샤자뎬 상층문화가 퍼졌다. 

## 같이 보기
- 중국의 신석기 문화 목록
- 훙산 문화
- 빗살무늬토기 시대
- 샤자뎬 상층문화
- 주나라